# George Feigenbaum
George Feigenbaum (Binghamton, 2 luglio 1928 – Valley Stream, 25 dicembre 2000) è stato un cestista statunitense, professionista nella NBA e nella ABL.